# أميتيفيل المرعبة
أميتيفيل المرعبة أو الرعب في اميتيفيل هو عنوان الكتاب الذي ألفه الكاتب الأمريكي جاي أنسون ونُشر في عام 1977. يعتبر الكتاب أساس سلسة الأفلام التي أُصدرت منذ عام 1979 ويزعم أن هذا الكتاب بني على أساس كتابة التجارب الروحية الخارقة التي مرت بها عائلة لوتز؛ مما أدى نشوء جدل ورفع دعوى قضائية حول صدقها.

## بناء الحدث
في الثالث عشر من نوفمبر عام 1974 قتل رونالد ديفو جونيور ستة أشخاص من عائلته عن طريق إطلاق النار عليهم في منزلهم، وهو في الواقع منزل كبير ذو طراز هولندي عتيق يقع في «112 أوشن أفنيو» أحد ضواحي أميتيفيل الواقعة على الشاطئ الجنوبي لجزيرة لونغ آيلاند في مدينة نيويورك. أدين رونالد بجريمة قتل من الدرجة الثانية وذلك في نوفمبر عام 1975
بعد إدانة رونالد في نفس العام في شهر ديسمبر انتقل جوروج وزوجته لوثي وأطفالهم الثلاثة إلى المنزل. ولكن بعد مرور ثمانية وعشرين يوما غادر لوتز المنزل مدعيا أن هناك قوى خارقة وظواهر غير طبيعية أرهبته وأجبرته على الخروج ومغادرة المكان.

## القصة
يُزعم أن الكتاب بني على أحداث حقيقية. حيث قام بوصف المنزل الواقع في جادة «112 أوشن أفنيو»  أنه بقي فارغ ولم يسكن فيه أحد لمدة ثلاثة عشر شهراً بعد جريمة ديفو. وفي ديسمبر من عام 1975 اشترى الزوجان جورج وكاثلين المنزل حيث اعتبروها صفقة مجزية بالنسبة لمبلغ ثمانون ألف دولار مقابل منزل!
بني المنزل المكون من خسمة غرف نوم على الطراز الهولندي العتيق، وبُنيت الأسقف على طراز قامبريل وهي عبارة عن أسقف منحدرة متماثلة الوجهين. أيضا، احتوى المنزل على بركة سباحة ومرآب قوارب بسبب وقوعه على معبر مائي. تزوج جورج وكاثي في جولاي عام 1975 ولكل منهم منزله الخاص لكنهما رغبا البدء ببداية جديدة وامتلاك منزل جديد.
كان لدى كاثي ثلاثة أطفال من زواج سابق وهم: دانيل الذي كان يبلغ من العمر 9 أعوام، كريستوفر ذو السبعة أعوام وميلسيا أو «ميسي» ذات الخمسة أعوام. أيضا، كانوا يمتكلون كلبا مهجن من فصيلتي «مالاموت ولابرادور» يدعى هاري.
أثناء معاينتهم للمنزل أخبرهم سمسار العقار عن جريمة القتل متاسئلا عما ان كان هذا الحدث سيؤثر على قرارهم في شراء المنزل، بعد مناقشة الزوجان للمسألة قرروا أن هذا الموضوع ليس بمشكلة لديهم.
انتقلت عائلة لوتز في التاسع عشر من ديسمبر عام 1975. كان المنزل لايزال يحتوي على بعض من أثاث عائلة ديفو كجزء من صفقة بيع المنزل. عندما سمع أحد أصدقاء لوتز عما حدث سابقا؛ أصر على الذهاب إلى  المنزل وتلاوة بعض الصلوات. كان جورج من أتباع الديانة الميثودية ولم تكن لديه خبرة بتلك الأمور أو معرفة بما يمكن أن يترتب على فعل صديقه. بالنسبة لكاثي، فقد كانت تتبع الديانة الكاثوليكية فقامت بشرح مفهوم المباركة لزوجها جورج حيث قام بسؤال كاهن كاثوليكي يدعى «الأب راي» والذي بدوره أيد مباركة المنزل (في كتاب أنسون يشار إلى اسم الكاهن الحقيقي الأب راي باسم الأب مانكوسو لأسباب تتعلق بالخصوصية).
كان الكاهن راي قاضياً في المحكمة الكاثوليكية ومعالج نفسي؛ كان يقطن في كنيسة «القلب المقدس» المحلية. في ظهيرة الثامن عشر من ديسمبر وصل االكاهن لمباركة المنزل وكان جورج وكاثي يفرغان امتعتهما بالخارج، اتجه الكاهن للمنزل للبدء بالطقوس. عندما بدأ برش الماء المقدس والصلاة سمع صوتا رجوليا يصيح «اخرج»! عند مغادرته المنزل، لم يخبر الأب مانكوسو ماحدث في الداخل لأي من جورج أو كاثي.
في الرابع والعشرين من ديسمبر قام الأب مانكوسو بالتحدث إلى جورج وإخباره بالابتعاد عن الطابق الثاني الذي كان غرفة النوم سابقا لمارك وجون ماثيو من عائلة ديفو والتي كانت تنوي كاثي أن تحولها إلى غرفة حياكة خاصة بها حيث أنه سمع صوتا الغريب هناك. بعد زيارته للمنزل ذُكر أن الأب مانكوسو أصيب بحمى شديدة وظهرت تقرحات على يديه أشبه ماتكون ندبات. في البداية لم يشعر جورج أو كاثي بأي شي غير طبيعي! ولكن فيما بعد تحدثوا عن تجاربهم حيث أخبروا أن الأمر أشبه كما لو كانوا يعيشوا في منزل مختلف.
في منتصف شهر يناير من عام 1976 وبعد محاولة أخرى من قبل الزوجان لمباركة المنزل كانت أشبه ماتكون المحاولة الأخيرة في هذا المنزل حيث انقلب كل شئ رأس على عقب ورفض جورج التصريح بما حدث في تلك الليلة مكتفيا بقول «كانت ليلة مرعبة جدا».
قام الزوجان بالتواصل مع الأب مانكوسو للعودة للمنزل لأخذ بعض الممتلكات والذهاب إالى منزل والدة كاثي الكائن في «دير بارك» بالقرب من نيويورك حتى ينتهوا من حل المشاكل المتعلقة بمنزلهم ولكنهم ادعوا أن الظواهر الغريبة لحقتهم إلى منزل والدة كاثي حيث ذكر في كتاب أنسون أن هناك وحل أسود مخضر اللون كان يصعد السلم متجها نحوهم! قرر جورج وكاثي باصطحاب جميع أفراد العائلة وكلبهم هاري ومغادرة جادة «112 أوشن افنيو» للأبد، تاركين كل ممتلكاتهم في ذلك المنزل. في صباح اليوم التالي وصل الشخص المخصص لنقل الأثاث إلى  المنزل إلا أنه لم يذكر رؤيته لأي ظواهر غير طبيعية أثناء تواجده في المنزل.
كتب الكتاب بعد أن قام محرر في دار نشر«برينتس هول» يدعى تام موسمان بتقديم جورج وكاثي إلى الكاتب جاي أنسون. لم يعمل لوتز بشكل مباشر مع أنسون؛ بل اكتفى بتقديم شريط مسجل مدته 45 ساعة يصف فيها الأحداث التي وقعت في المنزل التي اُستخدمت كأساس للكتاب. تقدر مبيعات الكتاب نحو 10 ملاين نسخة  بإصدارات عديدة. يقول أنسون أنه استوحى عنوان الكتاب the Amityville Horror  
من كتاب«رعب دانويتش» بقلم الكاتب «اتش. بي لوف كرافت» الذي نشر في عام 1929.

## كتب أخرى
استمرت قصة «الرعب في أميتيفيل» كسلسلة كتب تمت كتابتها بواسطة جون جي جونز بداية بكتاب «الرعب في أميتيفيل» الجزء الثاني الذي تم إصداره عام 1982، «أميتيفيل: الجزء الأخير» عام 1985، و«أميتيفيل: هروب الشر» عام 1988، أيضا  «عودة الرعب في أميتيفيل» عام  1989 وأخيرا «استمرار الكابوس في أميتيفيل» للكاتب روبن كارل تم إصداره عام 1991.
قام المؤلف هانز هولزر بكتابة ثلاثة كتب مشابهة لكتاب «الرعب في أميتيفيل» وهي: «جريمة قتل في أميتيفيل» و«سر لعنة أميتيفيل». تم استخدام كتاب «جريمة قتل في أميتيفيل» كأساس لفيلم «أميتيفيل الجزء الثاني: الاستحواذ» اللذي أصدر في عام 1982، وأيضا «لعنة أميتيفيل» في عام 1990. في عام 1979 قام المحامي ويليام ويبر وهو محامي دفاع رونالد ديفو أثناء المحاكمة بمطالبة الكاتب هوزلر بعقد صفقة مع ديفو ليتحدث عما حدث ويصف القصة من جانبه. في 1983 تم تحويل فيلم «أميتيفيل» ذو التصوير ثلاثي الأبعاد إلى رواية من قبل جوردن ماكجيل.
أيضا، تم إصدار «مريضا عقليا في أميتيفيل: سرد واقعي للقضية» من قبل ويل سيرفيف عام 2008.

## النقد
تم تسليط الضوء كثيرًا على الكاهن بيكورارو في القصة فخلال الدعوى التي كانت محاطة بالقضية في أواخر السبعينات، قدَم الأب بيكورارو إفادة خطية ذكر فيها أن اتصاله الوحيد مع لوتز بشأن مسألة المنزل كان عبر الهاتف فقط. وفي أٌقوال أخرى ذكرت أن الأب بيكورارو قام بالفعل بزيارة المنزل إلا أنه لم يمر بأي ظواهر غير طبيعية أثناء تواجده هناك. قام لينونارد نيمو بإستضافة الأب بيكوراروا في البرنامج الوثائقي «البحث عن....» عام 1980 وقد كانت المرة الوحيدة التي يظهر فيها الأب بيكوراروا أمام الكاميرا ليتحدث عن الواقعة.
تم إخفاء وجه الأب بيكورارو أثناء المقابلة حفاظاً على هويته. خلال المقابلة ذكر الأب بيكورارو ما ادعاه سابقا انه سمع صوتا يأمره بالخروج أثناء تواجده في المنزل لكنه تغاضى عن قول أن ماسمعه كان من الظواهر الغير طبيعية، أيضا ذكر أنه شعر بصفعة على وجهه عندما كان في المنزل وأخبر أنه بالفعل أصيب بتقرحات في يده.
رفض الإدعاء بتضرر نوافذ المنزل، الأبواب والأقفال من قبل جيم وباربرا كرومارتي الذين قاموا بشراء المنزل لاحقا مقابل 5500 دولار في شهر مارس من عام 1977 وذلك من خلال تصريح لهم في مقابلة تلفزيونية تم تصويرها في المنزل لبرنامج «هذا لا يصدق» حيث صرحت باربرا أن جميع الأشياء في المنزل تبدو كشكلها الأصلي وأنه لم يتم إصلاحها مسبقا. قام البرنامج بتصوير «الغرفة الحمراء» وهي عبارة عن خزانة صغيرة لعائلة لوتز في الطابق السفلي. في الفصل الحادي عشر من الكتاب تم الإدعاء أن المنزل بني في موقع كان هنود شينكوك المحليون قد هجروا المرضى ورفض القادة الأمريكيون الموتى.
في الأول من يناير عام 1976 تم رفض الباحثين لإدعاء وجود بصمات بشكل مخالب على الثلج؛ لأن سجلات الطقس أوضحت أنها لم تثلج في أميتيفيل في ذلك التاريخ. أيضا، لم يبلغ الجيران عن رؤيتهم لأي شيء غير طبيعي أثناء تواجد عائلة لوتز في المنزل. كذلك تم تصوير رجال الشرطة في الكتاب وفي الفيلم الصادر عام  1979 أنهم قاموا بزيارة المنزل ولكن أوضحت السجلات أن لوتز لم يجري أي اتصال لقسم الشرطة منذ أن سكن المنطقة. كذلك لم يكن هناك أي حانة في أميتيفيل باسم «ويتشيز برو» في ذلك الوقت! كما أن ديفو كان عميل دائم لدى «حانة هنيري» التي تبعد مسافة قصيرة عن جادة «112 أوشن فيو».
أشار النقاد ومنهم ستيفن كابلان أنه تم إجراء تعديلات على الكتاب حيث تمت أعيد طباعة ونسخ إصدارات عديدة. ذُكر في الإصدار الاصلي للكتاب أن سيارة الأب بيكورارو كانت «فورد» ذات لون بني. كما ذُكر أنه تعرض لحادث حيث طار واصطدم غطاء محرك السيارة بالزجاج الأمامي أثناء قيادته. أما في النسخ الأخيرة فقد قاموا بتغير نوع  السيارة إلى «شيفروليه فيجا».
في ماي من عام 1977 رفع جورج وكاثي دعوى قضائية ضد كل من ويليام ويبر محامي عائلة ديفو سابقا، بول هوفمان وهو كاتب لدى «ذا هونتينق»، بيرنارد بورتون وفريدريك مارك «جميعهم عرًافين ادعوا أنهم قاموا بفحص المنزل» أيضا قاموا برفع دعوى قضائية ضد مجلة «ذا قود هاوس كيبنق»، «نيويورك سنداي نيوز» وشركة «هيرست» بأن جميعم نشروا مقالات تتعلق بماحدث لهم في المنزل ومطاردة الظواهر الغير طبيعية لهم وطالبوا بتعويض مالي يقيمة 4.5 مليون دولار. قام هوفمان، ويبر، وبورتون برفع دعوى قضائية على الفور مقابل مليوني دولار بدعوى الاحتيال وخرق العقد. تم إسقاط الدعوى التي أقاموها ضد شركة الأنباء بسبب عدم وجود أدلة كافية كما تم سماع ما تبقى من القضية من قبل قاضي محكمة مقاطعة بروكلين الأمريكية جاك بي وينشتاين. في سبتمبر عام 1979 رفض القاضي وينشتاين إدعاءات لوتز وذكر في حكمه: «بناءً على ما سمعته، يبدو لي أنه إلى حد كبيرأن الكتاب هو عمل من وحي الخيال واستنادا كثيرًا على ماذكره السيد ويبر في السابع عشر من ديسمبر عام 1997 حيث كتب لمجلة»بيبول «أعلم ان هذا الكتاب خدعة، لقد أنشأنا قصة الرعب هذه على العديد من زجاجات النبيذ» وهذا يشير إلى الاجتماع الذي عقده ويبر مع كاثي وجورج لمناقشة تفاصيل القصة التي أصبحت في النهاية عنوان لكتاب أنسون. كما صرح القاضي وينشتاين عن قلقه بشأن سلوك ويليام ويبر وبرنارد بيرتون فيما يتعلق بالقضية قائلا «هناك تساؤلات أخلاقية خطيرة للغاية عندما يصبح المحامين وكلاء أدبين». ذكر جورج أن الأحداث المذكورة في الكتاب أشبه بما تكون صحيحة ونفى عدم المصداقية من جانبه.
في جون عام 1979 خضع جورج وكاثي لجهاز كشف الكذب لمعرفة مدى صحة مامروا به في ذلك المنزل على يد كريس جوجاس ومايكل رايس اللذين كانوا يعتبروا من بين أفضل 5 خبراء كشف الكذب في أمريكا، تشير نتائج الاختبار في رأي السيد رايس إلى مصداقية أقوالهم. في أكتوبرعام 2000 قامت قناة التاريخ ببث برنامج وثائقي من جزئين تحت عنوان «أميتيفيل: الاستحواذ وأميتيفيل: بين الخوف والخدعة» من إخراج المنتج دانييل فاراندز. علق جوروج لوتز في مقابلة للبرنامج قائلا: اعتقد أن استمرار النقاش في هذه القصة لمدة خسمة وعشرون عاما يدل لا يدل على شيء سوى صحتها ! هذا لا يعني أن كل ماقيل صحيح، لكن بالتأكيد أن هذه القصة ليست خدعة، فمن السهل جدا وصف أي شيء بأنه خدعة! في الواقع أتمنى لو كان الأمر كذلك لكن الواقع أن الأمر حقيقي.

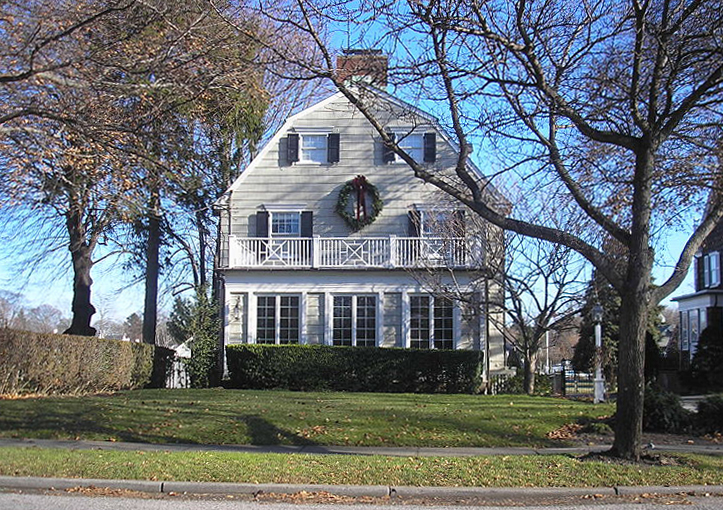
122 أوشن أفينيو. ديسمبر 2005

استمر الجدل في هذا الموضوع، وبالرغم من عدم وجود أدلة كافية تدعم القصة إلاً انها مازالت واحدة من أكثر  الروايات الشائعة والمعروفة لدى الشعب الأمريكي. منذ مغادرة عائلة لوتز للمنزل عام 1976 لم يصرح آي من ملاك المنزل الجدد بوجود ظواهر غير طبيعية أثناء إقامتهم. فقد علق جيمس كرومارتي الذي اشترى المنزل في عام 1977 ومكث مع زوجته باربرا لمدة عشر سنوات قائلا «لم يحدث أي شيء غير طبيعي على الإطلاق، باستثناء الأشخاص القادمين بسبب لرؤية المنزل بسبب الكتاب والفيلم».

## الأفلام
قائمة الأفلام القائمة على قصة «أميتيفيل المسكونة».
كانت الأحداث في كتاب «الرعب في أميتيفيل» مصدر لعدد من الأفلام بعضها متصل بالقصة والبعض الآخر لايشارك أي من تفاصيل القصة الأصلية.
- «الرعب في أميتيفيل» 1979
- «أميتيفيل الجزء الثاني: الإستحواذ» 1982
- «أميتفيل بتصوير ثلاثي الأبعاد» 1983 تم إصدار نسخة أخرى «أميتيفيل الجزء الثالث:  الشيطان»  بتصوير ثلاثي الأبعاد  
- «أميتيفيل الجزء الرابع: هروب الشر» 1989
- «لعنة أميتيفيل» 1990
- «أميتيفيل: اقترب الوقت» 1992
- «أميتيفيل: جيل جديد» 1993
- «أميتيفيل: بيت الدمى» 1996
- إعادة تصوير لفيلم"الرعب في أميتيفيل" 2005
- «الاستحواذ في أميتيفيل» 2011
- «أميتيفيل: اللجوء» 2013
- «منزل الموت في أميتيفيل» 2015
- «منزل اللعب في أميتيفيل» 2015
- " الشعوذة 2" 2016
- «أميتيفيل: لامفر» 2016
- «أميتيفيل: نقطة التلاشي» 2016
- «أميتيفيل: الإرث» 2016
- «الخوف في أميتيفيل» 2016
- «سجن أميتيفيل» 2017
- "أميتيفيل: الصحوة" 2017
- «جرائم أميتيفيل» 2018
يعتبر الفيلم الذي أُصدر في 1997 والذي بني على رواية جاي أنسون من أشهر الأفلام في السلسلة. قام جيمس برولين و  مارجوت كيدر بدور الزوجين جوروج وكاثي لوتز، قام بدور الكاهن والذي أعيدت تسميته في الفيلم إلى الأب ديلاندي الممثل الحائز على جائزة الأوسكار رود ستايغر. تلقت أفلام أميتفيل الثلاثة الأولى إصدار مسرحي، أما الفيلم الرابع فتم إنتاجه ليعرض في التلفاز من إنتاج إن بي سي. تم إنتاج تكملة لإصدارات التسعينات لنُسخ فيديو، في الواقع لاتحتوي النسخ على أي مواد تتعلق بعائلة لوتز أو بجرائم ديفو، فقد تم التركيز على الظواهر الغير طبيعية التي سببتها الأشياء الملعونة المرتبطة بالمنزل.
من أشهر سمات أفلام أميتيفيل هي شكل رأس اليقطين المرعب المتمثل وجوده من خلال دوائر النوافذ الموجودة في الطابق العلوي الثالث. غالبا ماتكون النوافذ مضاءة في الفيلم؛ مما يوحي بمظهر العيون الخبيثة. تم تصوير الأفلام الثلاثة الأولى في منزل تومز ريفير الواقع في نيوجيرسي والذي تم تحويله ليشبه جادة «112 أوشن أفنيو» بعد أن رفضت سلطات أميتيفيل التصوير في الموقع الفعلي. وبالرغم أن ليس كل أفلام سلسلة أميتيفيل متعلقة بمنزل لوتز، إلا أنه تم استخدام صورة المنزل ذو الطراز الهولندي العتيق كصورة العرض الرئيسية للمواد الترويجية.
في عام 2005 تم إعادة تصوير وإنتاج «الرعب في أميتيفيل» مع إضافة جملة «كاتش ايم.. كيل ايم» والتي تعني «إقبض عليهم ! إقتلهم» إشارة إلى وجود علاقة بين المنزل وجون كاتشام الذي ارتبط اسمه بالشعوذة في سايلِم، ماساتشوستس. عموما، تمت المبالغة في هذا الإصدار على تصوير المنزل الواقع في أوشن أفنيو انه منزل بعيد ومنعزل مشابه لفندق«أوفر لوك هوتييل» في ستيفين كينغز «ذا شاينينغ». ففي الواقع أن المنزل يقع بين الضواحي ويبعد 50 قدم عن منازل الحي الأخرى. أما المنزل الذي تم تصوير في نسخة 2005 كان في سيلفر ليك، ويسكونسن، كما تم تصوير عمل آخر بالقرب من أنتيتوتش في إلينوي. بالنسبة لشخصية الطفل جودي ديفيو التي ظهرت في الفيلم، فهي شخصية خيالية ولم تكن واحدة من ضحايا عمليات إطلاق النار التي قام بها رونالد ديفيو في نوفمبر عام 1974. وصف جورج لوتز النسخة التي تم إعادة تصويرها أنها مليئة بالهراء، كما قام برفع دعوى قضائية على صانعي الفيلم بسبب التشهير وإخلالهم بالعقد. واعترض خصوصًا على المشهد الذي يُصور أن جورج لوتز والذي قام بدوره الممثل ريان رينولدز أنه قام بقتل كلب العائلة بواسطة فأس. كما أظهر الفيلم صور لتوابيت عائلة لوتز. تم رفض إدعاء التشهير من قبل المحكمة في لوس أنجلوس في نوفمبر 2005، في حين بقيت القضايا الأخرى معلقة إلى وقت وفاة جورج لوتز. تم إصدار فيلم وثائقي بعنوان «رعب مدينتي أميتيفيل» في مارس عام 2013. حيث قام بتصوير مقابلة تلفزيونية مع دانيل لوتز، أحد الأبناء الذين سكنوا في المنزل. روى دانيل القصة بنفس التفاصيل التي رواها زوج والدته جورج لوتز، وادعى أنه تم الإستحواذ على جسده من قبل الأرواح الشريرة هو ووجورج لوتز حيث ظهر على جورج لوتز قدرات حركية عجيبة كما أدعى أن بسبب غموض واهتمام جورج بأمور السحر قام ذلك بجلب الظواهر الغير طبيعية في المنزل.

## الإرث
كاثرين لوتز تيريز من مواليد الثالث عشر من أكتوبر 1946، توفيت في السابع عشر من أكتوبر 2004 بسبب داء الانسداد الرئوي المزمن، أما جورج لوتز فهو من مواليد الأول من يناير 1947 وتوفي في الثامن من ماي 2008 بسبب أمراض القلب. انفصل الزوجان في آواخر الثمانينات لكن بقيا على علاقة جيدة بعض الانفصال.
تم استدعاء الدكتور ستيفن كابلان وهو عالم مختص في ظاهرة مصاصي الدماء وصائد للأشباح من قبل عائلة لوتز أثناء تواجدهم ليحقق في أمر المنزل. وقع خلاف بين كابلان ولوتز حيث صرح كابلان أنه سيكشف عن أي عملية احتيال وكذب وقعت في المنزل ثم قام بتأليف كتاب نقدي مستعينا بزوجته روكسان كابلان تحت عنوان «مؤامرة الرعب في أميتيفيل»، ونشر الكتاب في 1995.
تم التححق والبحث في المنزل في ليلة السادس من مارس عام 1976 من قبل الزوجان إيد ولورين وارن وهما مختصان في علم الظواهر الخارقة للطبيعة بالاستعانة مع طاقم تصوير من محطة تلفاز القناة الخامسة في مدينة نيويورك والمراسل مايكل ليندر من محطة «دابيليو ان ايه دابيليو – اف ام». أثناء عملية البحث في المنزل، التقطت جين كامبل سلسلة من الصور تحت الأشعة الحمراء بفوارق زمنية معينة حيث يُزعم أن إحدى الصور أظهرت «صبي شيطانيً» بعيون متوهجة كان يقف نهاية السلم. لم تظهر الصور للعامة حتى عام 1979 عندما ظهر جورج وكاثي لوتز ورود ستيجر في برنامج «ميرف قريفن» للترويج لفيلمهم الأول. أيضا تم التحقق من المنزل من قبل عالم الماورائيات هانز هولزر. توقع هولز ووارنز تواجد الأرواح الشريرة بناءاً على تاريخ المنزل. تم تصوير زيارة وارنز للمنزل في فيلم الشعوذة الذي أصدر في2006.
قام جورج لوتز بتسجيل عبارة «الرعب في أميتيفيل» كعلامة تجارية في عام 2002 في موقعه الرسمي. ذكر جورج لوتز أن منتجي الأفلام قاموا بتلفيق الأحداث وفبركتها في النسخة التي أُصدرت عام 1979 وإعادة طباعتها في 2005. كما ذكر أنهم لم يقوموا بإشراك عائلته في نسخة 2005 وأنهم استخدموا اسمه دون إذن منه.
مازال المنزل المتعارف عليه ب منزل «112 أوشن أفنيو» متواجدا، لكن تم تجديده وتغير العنوان بغرض كف الزوار عنه. تمت إزالة النوافذ الربع دائرية الشهيرة ويبدو المنزل اليوم مختلفًا تمامًا عن المنزل المصور في الأفلام. كذلك تم إجراء العديد من التغيرات على المنزل الذي تم تصوير الفيلم فيه والمتواجد في تومز ريفير لنفس الأسباب. أما بالنسبة لإصدار الفيلم لعام 2005، فقد تمت إعادة تسمية المنزل إلى «114 أوشن أفينيو». وذٌكر في هذه النسخة أنه تم بناء الطابق السفلي في منزل لوتز عام 1692 ولكن في الواقع أن «112 أوشن أفنيو» والتي تعرف باسم «هاي هوبس» تم بناؤها في 1924 لجون وكاترين مويناهان.
لم يكن مقيموا أميتيفيل في نيويورك أو السلطات المحلية سعيدين بالاهتمام الذي جلبه «الرعب في أميتيفيل» للمدينة، وغالبا مايقومون برفض الطلبات لمناقشتها في العلن. كما لم يذكر الموقع الإلكتروني لجمعية أميتيفيل التاريخية جرائم القتل التي ارتكبها رونالد ديفيو عام 1974 أو الفترة التي عاشت فيها عائلة لوتز في المنزل. وعندما قامت القناة التاريخية بإصدار فيلم وثائقي«الرعب في أميتيفيل 2000» لم يناقش أي عضو من الجمعية التاريخية الأمر أمام الكاميرا.
تم بث حلقة لبرنامج «سي اس اي. ان واي» لأول مرة في نسخة للهالوين مبنية على«الرعب في أميتيفيل» وذلك في الواحد والثلاثين من أكتوبر 2007 بعنوان«بوو»، حيث قاموا بتصوير منزل في أميتيفيل توفت فيه عائلة في ظروف مشابهة لجرائم قتل ديفو.
في مايو 2010 تم طرح المنزل للبيع في السوق بسعر 1.15 مليون دولار. وفي أغسطس 2010 تم بيع المنزل لأحد السكان المحلين بقيمة 950.000 دولار، وفي الواحد والعشرين من أغسطس في نفس السنة أجرى المالك بيع متحركا للمنزل  وحضر مئات الأشخاص لهذا الحدث. تم السماح لهم بالدخول إلى المنزل، لكن لم يسمح لهم بزيارة غرف الطابق العلوي أو السفلي.